# Luz de Alvear
Luz de Alvear Fernández (Castillo Siete Villas, 1926-Madrid, 2001) fue una pintora española cuyo trabajo ha sido clasificado como continuador del expresionismo. Su tratamiento del color, caracterizado por su intensidad, ha sido asociada con el fovismo.

## Trayectoria
Hija del también pintor cántabro Gerardo de Alvear, se trasladó junto a él y el resto de su familia a Buenos Aires (Argentina) en 1935. Allí comenzó sus estudios artísticos académicos, en la Sociedad Estímulo de Bellas Artes de Buenos Aires. En esta ciudad realizó en 1949 su primera exposición individual, en la Galería Muller. Regresó a Europa en los años 50, continuando con su formación en 1950 en el Círculo de Bellas Artes de Madrid, donde dibujaba al natural, y en el Museo del Prado, realizando copias.
Posteriormente, realizó viajes de estudio a París, donde tomó contacto con el cubismo, el fovismo, el expresionismo y el arte contemporáneo europeo. Entre 1965 y 1967, estuvo en Italia, donde descubrió el posimpresionismo. Trabajó en Madrid, en diferentes épocas, con destacadas galerías como Edaf, Macarrón o Rafael García.
En 1958, realizó su primera exposición en Cantabria en la Galería Sur y su presencia en esta región se acrecentó en la etapa final de su vida, exponiendo en las galerías Besaya, Puntal, Cervantes, S. Casar o C. Carrión. En 1999, de Alvear presentó su última exposición en la Diputación Provincial de Córdoba.
Falleció en Madrid en 2001, a los 75 años. Su obra se puede encontrar en diferentes instituciones, como el Museo de la Plata en Argentina, el Museo de Arte Moderno y Contemporáneo de Santander y Cantabria o el Museo de Bellas Artes de Granada, así como en colecciones privadas de Argentina, España, Alemania, Gran Bretaña o Estados Unidos, entre otros.

## Reconocimientos
En 1959, de Alvear obtuvo el Premio Sésamo de Madrid que otorgó Las Cuevas de Sésamo entre 1955 y 1967. En 1962 recibió el Premio Diputación de Palencia. En 1968, fue reconocida con la Medalla de la Villa de París que otorga el Ayuntamiento de París a personas que realizan un "acto notable en relación con la capital". Se desconoce el acto notable que realizó. Al año siguiente, en 1969, de Alvear consiguió una Mención Honorífica en el Concurso Unicef el niño en el Arte, en Madrid.
En 1990, la Fundación Cultural Privada de Promoción de Madrid, conocida como "Fundación Tabacalera", le dedicó una exposición retrospectiva, Unos años después, en 1995, el Museo de Bellas Artes de Santander le dedicó una exposición antológica. Tras su muerte, el Gobierno de Cantabria la homenajeó en la Sala Luz Norte de Santander y, en 2006, la Fundación Caja Cantabria presentó en el Palacio de Velarde, en Santillana del Mar, la exposición A través de la amistad, con 40 obras  de Alvear de una colección inédita.